# Château de Villechaud
Le château de Villechaul (ancienne orthographe) ou château de Villechaud, était un château épiscopal dans la Nièvre, en Bourgogne, France.
La première construction date du XIIIe siècle. 
Le XVIIIe siècle en voit les ruines encore impressionnantes.

## Situation
Villechaul, de nos jours Villechaud, est à 2 km au sud de Cosne, le long de la Loire, en rive droite. Le château se trouvait à l'emplacement de l’actuelle chapelle Sainte-Brigite, sur le chemin des Vignes Sainte-Brigitte qui longe la Loire, entre le chemin et la Loire, à environ 350 m au sud des Guérins,.

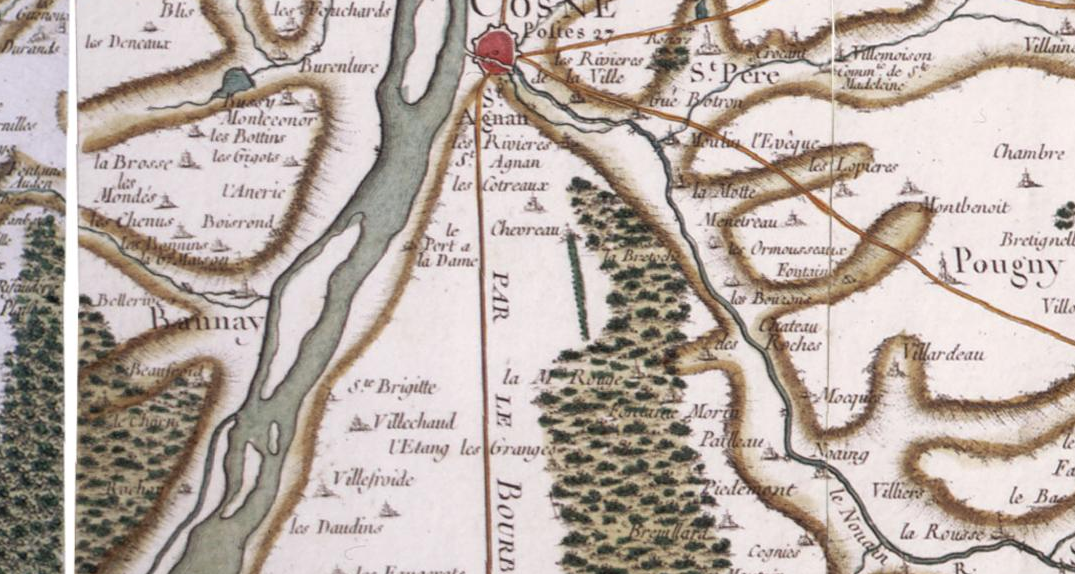
Villechaud sur la carte de Cassini (4,5 km sud de Cosne, 1.5 km à l'ouest de la route de Lyon)

Noter que lors de l'établissement de la carte de Cassini (XVIIIe siècle) il existait déjà un hameau nommé « Villefroide » à 600 m au sud de Villechaud (voir carte ci-dessus), qui existe toujours.

## Étymologie
En 1137 les évêques d'Auxerre possèdent en bord de Loire un bien appelé « Chael ». Le nom latin est « Villa Catuli »
, qui donne plus tard « Villachau »,  « Villa-Cheau », « Ville Chiaud » ou « Ville Chaude », puis « Villechaud ».
L'orthographe « Villechaul » était également fréquente.

## Histoire
Première construction (Guy de Mello)
La première construction est réalisée sous les ordres de Guy de Mello, évêque d'Auxerre 1247-1269, qui veut avoir proche de Cosne un lieu de délassement et choisit pour cette demeure un terrain en bord de Loire. Cette construction le fait se heurter à Eudes comte de Nevers, sur le même principe que Guy applique envers ses vassaux : empiètement sur les droits suzerains. Mais un arrêt de la Cour donne raison à Gui, qui fait achever les travaux y compris de planter de la vigne de la meilleure race. Une cave profonde est creusée dans le rocher sous la cour ; elle est réputée pour sa fraîcheur. Des annexes sont également construites, dont une écurie et une grande grange.
Fortification et armement (Pierre de Villaines)
Bien qu'il ne reste que trois ans en charge, Pierre de Villaines (72e évêque d'Auxerre 1344-1347) prend le temps de fortifier et armer d'artillerie Régennes et Villechaul.
Aliénation, récupération (Jean Germain), fortifications accrues (Pierre Aymé)
Jean Germain (év. 1361-1362), doit le racheter 80 louis d'or pour faire cesser une aliénation. Il se retire à Villechaul pour éviter la peste qui sévit sur Auxerre, mais cette précaution reste vaine : il meurt de la peste dans ce château en 1362.

Son successeur immédiat Pierre Aymé, évêque d'Auxerre 1362-1373, fait renforcer les fortifications du château.
Malgré les défenses accrues, le château est pris par les Armagnacs en 1417.
Le seul vestige de la maison fortifiée bâtie au XIIIe siècle sous les ordres de Guy de Mello est la tour ronde incorporée à la chapelle Sainte-Brigitte,.